# Tulari
Tulari (izvirno srbsko Тулари) je naselje v Srbiji, ki upravno spada pod Občino Ub; slednja pa je del Kolubarskega upravnega okraja.

## Demografija
V naselju živi 774 polnoletnih prebivalcev, pri čemer je njihova povprečna starost 45,2 let (43,8 pri moških in 46,9 pri ženskah). Naselje ima 304 gospodinjstev, pri čemer je povprečno število članov na gospodinjstvo 3,11.
To naselje je, glede na rezultate popisa iz leta 2002, večinoma srbsko.
|  |

| Demografija | Demografija     | Demografija     |
| Leto        | Št. prebivalcev | Št. prebivalcev |
| ----------- | --------------- | --------------- |
|             |                 |                 |
|             |                 |                 |
|             |                 |                 |
|             |                 |                 |
| 1948        | 1735            |                 |
| 1953        | 1755            |                 |
| 1961        | 1640            |                 |
| 1971        | 1534            |                 |
| 1981        | 1300            |                 |
| 1991        | 1091            | 1071            |
| 2002        | 1005            | 945             |
|             |                 |                 |

| Etnična sestava po popisu iz leta 2002 | Etnična sestava po popisu iz leta 2002 | Etnična sestava po popisu iz leta 2002 | Etnična sestava po popisu iz leta 2002 | Etnična sestava po popisu iz leta 2002 |
| -------------------------------------- | -------------------------------------- | -------------------------------------- | -------------------------------------- | -------------------------------------- |
| Srbi                                   | Srbi                                   |                                        | 939                                    | 99,36%                                 |
| Neznano                                | Neznano                                |                                        | 6                                      | 0,63%                                  |